# Сезар (кінопремія, 1995)

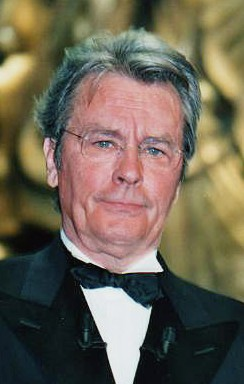
Президент 20-ї церемонії «Сезар» Ален Делон

20-та церемонія вручення нагород премії «Сезар» Академії мистецтв та технологій кінематографа за заслуги у царині французького кінематографу за 1994 рік відбулася 25 лютого 1995 року в Палаці конгресу (Париж, Франція). 
Церемонія проходила під головуванням Алена Делона, розпорядниками та ведучимм виступили Жан-Клод Бріалі та П'єр Чернія. Найкращим фільмом визнано стрічку Дикі очерети режисера Андре Тешіне.
В цьому році була одноразово вручена нагорода в новій категорії за найкращий документальний фільм. Відновлена, починаючи з 32 церемонії у 2007 році.

## Статистика
Фільми, що отримали декілька номінацій:
| Фільм                                                         | Номінації | Перемоги |
| ------------------------------------------------------------- | --------- | -------- |
| • Королева Марго / La reine Margot                            | 12        | 5        |
| • Дикі очерети / Les Roseaux sauvages                         | 7         | 4        |
| • Леон / Léon                                                 | 7         | —        |
| • Три кольори: Червоний / Trois couleurs: Rouge               | 7         | 1        |
| • Полковник Шабер / Le Colonel Chabert                        | 6         | —        |
| • Дивися, як падають люди / Regarde les hommes tomber         | 4         | 3        |
| • Улюблений син / Le Fils préféré                             | 4         | 1        |
| • Фарінеллі-кастрат / Farinelli                               | 3         | 2        |
| • Дев'ять місяців / Neuf mois                                 | 2         | —        |
| • Донька д'Артаньяна / La Fille de d'Artagnan                 | 2         | —        |
| • Дрібні угоди з мерцями / Petits arrangements avec les morts | 2         | —        |
| • Міна Танненбаум / Mina Tannenbaum                           | 2         | —        |
| • Розрив / La Séparation                                      | 2         | —        |

## Список лауреатів та номінантів
★Переможців виділено окремим кольором.

### Основні категорії
| Категорії                                       | Лауреати та номінанти | Лауреати та номінанти                                                                                        |
| ----------------------------------------------- | --- | --- |
| Найкращий фільм                                 | ★ Дикі очерети / Les Roseaux sauvages (реж.: Андре Тешіне)                                                                               | ★ Дикі очерети / Les Roseaux sauvages (реж.: Андре Тешіне)                                                   |
| Найкращий фільм                                 | • Королева Марго / La reine Margot (реж.: Патріс Шеро)                                                                                   | |
| Найкращий фільм                                 | • Улюблений син / Le Fils préféré (реж.: Ніколь Гарсія)                                                                                  | |
| Найкращий фільм                                 | • Леон / Léon (реж.: Люк Бессон) | |
| Найкращий фільм                                 | • Три кольори: Червоний / Trois couleurs: Rouge (реж.: Кшиштоф Кесльовський)                                                             | |
| Найкраща режисерська робота                     | | • Андре Тешіне за фільм «Дикі очерети»                                                                       |
| Найкраща режисерська робота                     | • Патріс Шеро — «Королева Марго» | |
| Найкраща режисерська робота                     | • Ніколь Гарсія — «Улюблений син» | |
| Найкраща режисерська робота                     | • Люк Бессон — «Леон» | |
| Найкраща режисерська робота                     | • Кшиштоф Кесльовський — «Три кольори: Червоний»                                                                                         | |
| Найкращий актор                                 | | • Жерар Ланвен — «Улюблений син» (за роль Жана-Поля Мантеньї)                                                |
| Найкращий актор                                 | • Данієль Отей — «Розрив» (La Séparation (film, 1994)) (за роль П'єра)                                                                   | |
| Найкращий актор                                 | • Жерар Депардьє — «Полковник Шабер» (за роль Шабера)                                                                                    | |
| Найкращий актор                                 | • Жан Рено — «Леон» (за роль Леона) | |
| Найкращий актор                                 | • Жан-Луї Трентіньян — «Три кольори: Червоний» (за роль судді)                                                                           | |
| Найкраща акторка                                | | • Ізабель Аджані — «Королева Марго» (за роль Маргарити де Валуа (Марго))                                     |
| Найкраща акторка                                | • Анемон — «Не така вже католичка» (Pas très catholique) (за роль Максим Шабрие)                                                         | |
| Найкраща акторка                                | • Сандрін Боннер — «Жанна-Діва – В'язниці» (Jeanne la Pucelle (film)) (за роль Жанни д'Арк)                                              | |
| Найкраща акторка                                | • Ізабель Юппер — «Розрив» (за роль Анни)                                                                                                | |
| Найкраща акторка                                | • Ірен Жакоб — «Три кольори: Червоний» (за роль Валентини Дюссо)                                                                         | |
| Найкращий актор другого плану                   | | • Жан-Юг Англад — «Королева Марго» (за роль Карла IX)                                                        |
| Найкращий актор другого плану                   | • Бернар Жиродо — «Улюблений син» (за роль Франсуа)                                                                                      | |
| Найкращий актор другого плану                   | • Фабріс Лукіні — «Полковник Шабер» (за роль Дервіля)                                                                                    | |
| Найкращий актор другого плану                   | • Клод Ріш — «Донька д'Артаньяна» (за роль герцога де Крассака)                                                                          | |
| Найкращий актор другого плану                   | • Даніель Руссо (Daniel Russo) — «Дев'ять місяців» (Neuf mois (film, 1994)) (за роль Жоржа)                                              | |
| Найкраща акторка другого плану                  | | • Вірна Лізі — «Королева Марго» (за роль Катерини Медічі)                                                    |
| Найкраща акторка другого плану                  | • Домінік Блан — «Королева Марго» (за роль Генрієтти Неверської)                                                                         | |
| Найкраща акторка другого плану                  | • Катрін Жакоб (Catherine Jacob) — «Дев'ять місяців» (за роль Домінік)                                                                   | |
| Найкраща акторка другого плану                  | • Мішель Моретті (Michèle Moretti) — «Дикі очерети» (за роль мадам Альварес)                                                             | |
| Найкраща акторка другого плану                  | • Лін Рено — «Не можу заснути» (J'ai pas sommeil) (за роль Нінон)                                                                        | |
| Найперспективніший актор                        | | • Матьє Кассовітц — «Дивися, як падають люди»                                                                |
| Найперспективніший актор                        | • Шарль Берлінґ — «Дрібні угоди з мерцями» (Petits arrangements avec les morts)                                                          | |
| Найперспективніший актор                        | • Фредерік Горні — «Дикі очерети» (за роль Анрі Марьяні)                                                                                 | |
| Найперспективніший актор                        | • Гаель Морель — «Дикі очерети» (за роль Франсуа Форестьє)                                                                               | |
| Найперспективніший актор                        | • Стефан Рідо — «Дикі очерети» (за роль Сержа Бартоло)                                                                                   | |
| Найперспективніша акторка                       | | • Елоді Буше — «Дикі очерети» (за роль Маїте Альварес)                                                       |
| Найперспективніша акторка                       | • Марі Бюнель (Marie Bunel) — «Подружні пари і коханці» (Couples et Amants)                                                              | |
| Найперспективніша акторка                       | • Сандрін Кіберлен — «Патріоти» (Les Patriotes)                                                                                          | |
| Найперспективніша акторка                       | • Вірджинія Ледоєн — «Холодна вода» (L'Eau froide)                                                                                       | |
| Найперспективніша акторка                       | • Ельза Зільберштейн — «Міна Танненбаум» (Mina Tannenbaum)                                                                               | |
| Найкращий оригінальний або адаптований сценарій | | • Олів'є Массар, Жиль Торан (Gilles Taurand) та Андре Тешіне — «Дикі очерети»                                |
| Найкращий оригінальний або адаптований сценарій | • Мішель Блан — «Підступність слави» | |
| Найкращий оригінальний або адаптований сценарій | • Патріс Шеро та Даніель Томпсон — «Королева Марго»                                                                                      | |
| Найкращий оригінальний або адаптований сценарій | • Жак Одіар та Ален Ле Анрі (Alain Le Henry) — «Дивися, як падають люди»                                                                 | |
| Найкращий оригінальний або адаптований сценарій | • Кшиштоф Кесльовський та Кшиштоф Песевич (Krzysztof Piesiewicz) — «Три кольори: Червоний»                                               | |
| Найкраща музика до фільму                       | | • Збігнев Прайснер за музику до фільму «Три кольори: Червоний»                                               |
| Найкраща музика до фільму                       | • Філіп Сард — «Донька д'Артаньяна» | |
| Найкраща музика до фільму                       | • Горан Брегович — «Королева Марго» | |
| Найкраща музика до фільму                       | • Ерік Серра — «Леон» | |
| Найкращий монтаж                                | ★Жульєт Вельфлін (Juliette Welfling) — «Дивися, як падають люди»                                                                         | ★Жульєт Вельфлін (Juliette Welfling) — «Дивися, як падають люди»                                             |
| Найкращий монтаж                                | • Франсуа Ґедіж'є (François Gédigier) та Елен Віар — «Королева Марго»                                                                    | |
| Найкращий монтаж                                | • Сільві Ландра (Sylvie Landra) — «Леон»                                                                                                 | |
| Найкраща операторська робота                    | ★ Філіп Руссело — «Королева Марго» | ★ Філіп Руссело — «Королева Марго»                                                                           |
| Найкраща операторська робота                    | • Бернар Лютік — «Полковник Шабер» | |
| Найкраща операторська робота                    | • Тьєррі Арбоґаст — «Леон» | |
| Найкращі декорації                              | ★ Джанні Кваранта (Gianni Quaranta) — «Фарінеллі-кастрат»                                                                                | ★ Джанні Кваранта (Gianni Quaranta) — «Фарінеллі-кастрат»                                                    |
| Найкращі декорації                              | • Рішар Педуцці (Richard Peduzzi) та Олів'є Радо (Olivier Radot) — «Королева Марго»                                                      | |
| Найкращі декорації                              | • Бернар Візат — «Полковник Шабер» | |
| Найкращі костюми                                | ★ Мойдель Бікель — «Королева Марго» | ★ Мойдель Бікель — «Королева Марго»                                                                          |
| Найкращі костюми                                | • Ольга Берлуті та Анн де Логардієре — «Фарінеллі-кастрат»                                                                               | |
| Найкращі костюми                                | • Франка Скуарчапіно — «Полковник Шабер»                                                                                                 | |
| Найкращий звук                                  | ★ Домінік Еннекен (Dominique Hennequin) та Жан-Поль Мюжель — «Фарінеллі-кастрат»                                                         | ★ Домінік Еннекен (Dominique Hennequin) та Жан-Поль Мюжель — «Фарінеллі-кастрат»                             |
| Найкращий звук                                  | • П'єр Екскоф'є (Pierre Excoffier), Франсуа Ґру (François Groult), Жерар Лампс (Gérard Lamps) та Брюно Таррьєр (Bruno Tarrière) — «Леон» | |
| Найкращий звук                                  | • Вільям Флагелло та Жан-Клод Лоро (Jean-Claude Laureux) — «Три кольори: Червоний»                                                       | |
| Найкращий дебютний фільм                        | ★ «Дивися, як падають люди» — реж.: Жак Одіар                                                                                            | ★ «Дивися, як падають люди» — реж.: Жак Одіар                                                                |
| Найкращий дебютний фільм                        | • «Полковник Шабер» — реж.: Ів Анжело | |
| Найкращий дебютний фільм                        | • «Міна Танненбаум» — реж.: Мартина Дюґовсон (Martine Dugowson)                                                                          | |
| Найкращий дебютний фільм                        | • «Ніхто мене не любить» (Personne ne m'aime) — реж.: Маріон Верну (Marion Vernoux)                                                      | |
| Найкращий дебютний фільм                        | • «Дрібні угоди з мерцями» — реж.: Паскаль Ферран                                                                                        | |
| Найкращий документальний фільм                  | • Délits flagrants (реж.: Раймон Депардон)                                                                                               | • Délits flagrants (реж.: Раймон Депардон)                                                                   |
| Найкращий документальний фільм                  | • Bosna! (реж.: Бернар-Анрі Леві та Ален Феррарі)                                                                                        | |
| Найкращий документальний фільм                  | • La véritable histoire d'Artaud le momo (реж.: Жерар Морділла та Жером Прієр)                                                           | |
| Найкращий документальний фільм                  | • «Монтан» / Montand, le film (реж.: Жан Лабіб)                                                                                          | |
| Найкращий документальний фільм                  | • «Цахал» / Tsahal (реж.: Клод Ланцман)                                                                                                  | |
| Найкращий документальний фільм                  | • «Цедек — просто» / Tzedek - Les justes (реж.: Марек Гальтер)                                                                           | |
| Найкращий документальний фільм                  | • Veillées d'armes (реж.: Марсель Офюльс)                                                                                                | |
| Найкращий короткометражний фільм                | ★ «Скнара» / La Vis (реж.: Дідьє Фламан)                                                                                                 | ★ «Скнара» / La Vis (реж.: Дідьє Фламан)                                                                     |
| Найкращий короткометражний фільм                | • «Несподіваний порятунок» / Deus ex Machina (реж.: Венсен Майран)                                                                       | |
| Найкращий короткометражний фільм                | • Вони / Elles (реж.: Джоенна Куїнн) | |
| Найкращий короткометражний фільм                | • «Емілія Мюллер» / Emilie Muller (реж.: Івон Марсіано)                                                                                  | |
| Найкращий фільм іноземною мовою                 | Велика Британія ★ Чотири весілля і похорон / Four Weddings and a Funeral (Велика Британія, реж. Майк Ньюелл)                             | Велика Британія ★ Чотири весілля і похорон / Four Weddings and a Funeral (Велика Британія, реж. Майк Ньюелл) |
| Найкращий фільм іноземною мовою                 | Італія • Дорогий щоденник / Caro diario (Італія, Франція, реж. Нанні Моретті)                                                            | |
| Найкращий фільм іноземною мовою                 | США • Список Шиндлера / Schindler's List (США, реж. Стівен Спілберг)                                                                     | |
| Найкращий фільм іноземною мовою                 | США • Кримінальне чтиво / Pulp Fiction (США, реж. Квентін Тарантіно)                                                                     | |
| Найкращий фільм іноземною мовою                 | США • Короткі історії / Short Cuts (США, реж. Роберт Олтмен)                                                                             | |

### Спеціальні нагороди
| Нагорода         | Лауреати      | Лауреати     |
| ---------------- | ------------- | ------------ |
| Почесний «Сезар» |               | • Жанна Моро |
| Почесний «Сезар» | • Грегорі Пек |              |